# Silltårta

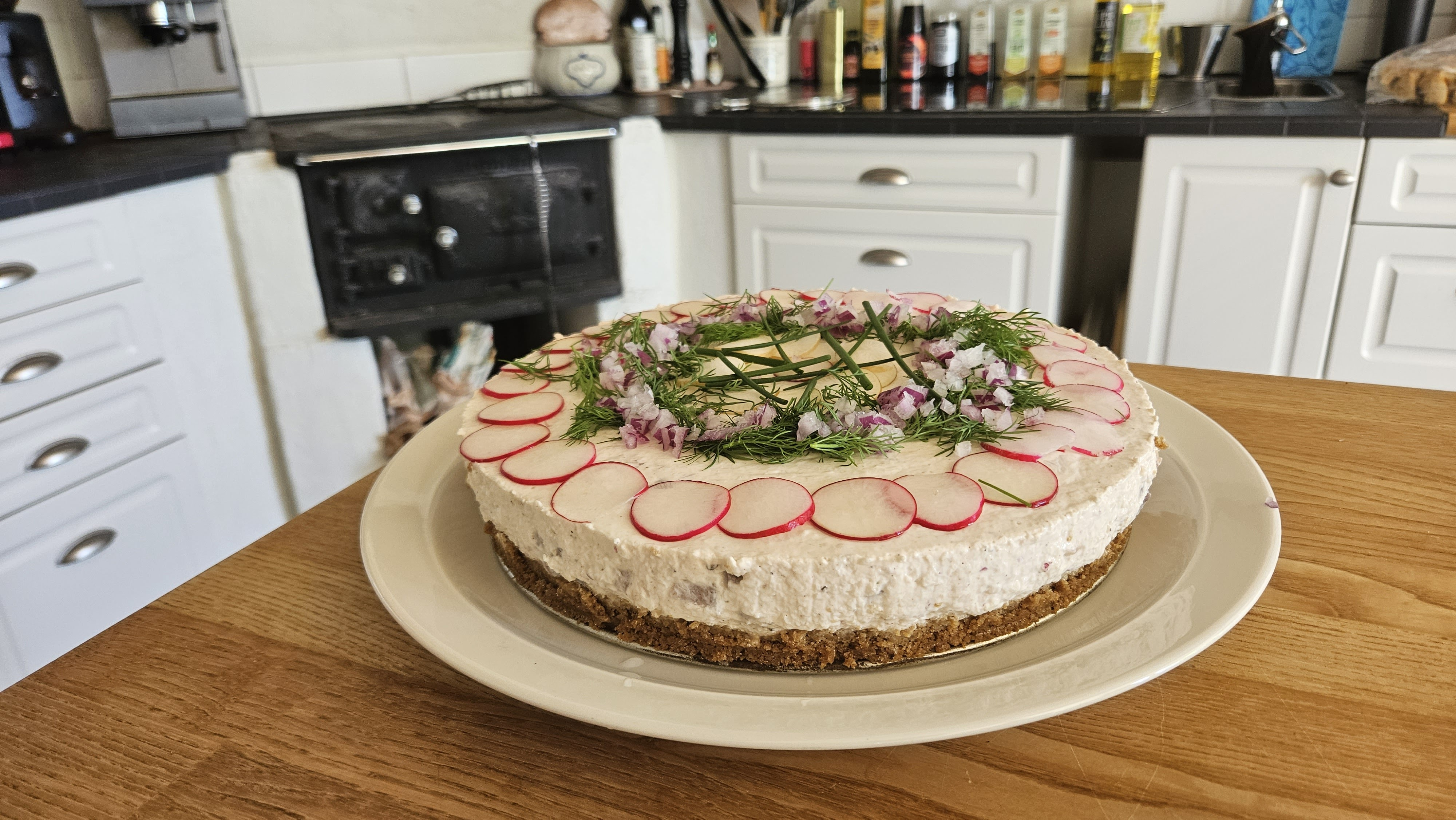
Silltårta från midsommar 2023

Silltårta, även kallad matjessilltårta eller matjestårta, är en typ av tårta med kavring och matjessillfyllning. Den som består av en botten av finhackad/finsmulad kavring som mättats med smält smör, därefter fyllts på med en blandning av gräddfil/kesella/crème fraîche/kvarg/färskost uppblandat med finhackad svensk matjessill, gelatin/agar agar, finhackad rödlök och gräslök. Den serveras kall, ibland garnerad med löjrom, skivade rädisor, hackat ägg och/eller hackad gräslök.
Silltårtan kan serveras både som förberedd förrätt eller som en tag-själv-rätt på en buffé. Dryckeskombinationen är vanligen öl (och snaps) men också vin förekommer.
Den kan beskrivas som en smak- och konsistensmässig släkting till äldre svenska sommarrätter med salt sill, sur grädde och potatis. Silltårtan är en mer modern variant av maträtten matjessill, gräddfil och färskpotatis, som är särskilt vanlig som lunchmaträtt på midsommarafton.
Det förekommer att liknande rätter kallas för silltårta men inte är det, som smörgåstårtor med olika slags sillfyllningar i fler lager eller sillbitar lagda ovanpå runda Hönökakor. En ursprunglig silltårta bygger istället på cheesecake-idén, det vill säga med en brödbotten gjord av smulad kavring som hålls samman av stelnat smält smör och så en ovanpå en fyllning av en ost/mejeri-blandning med sill, lök och gelatin.

## Historik och popularitet
Silltårtan skapades av frilansjournalisten Berit Paulsson i 1980-talets andra halva. Efter en matresa till Israel där hon bjudits på en salt cheesecake med grönsaker, spånade hon på hemvägen om att göra om den men då med svenska smaker. Det första receptet på matjessilltårtan publicerades i tidskriften Fest och Vänner (nr 2:1992) och därefter i Allt om Mat (nr 8:1994). Senare har recept nått spridning i Arla köket, ICAs och köket.se-receptsajter, Svenska Dagbladet och även i Bonniers kokbok. Den ursprungliga silltårtan garnerades med ett lager finskuren gräslök men senare har tårtan utvecklas med att den finskurna gräslöken finns i fyllningen, ibland också med dill. 1993 publicerade Berit Paulsson en variant i Damernas Värld med hackad rökt lax istället för sill och garnerad med löjrom. Formmässigt har den förekommit i många varianter från rund tårta till fyrkantiga små ”bakelser” med olika garneringar. 
Enligt Google Trends (2021) eftersöks recepten på silltårtan allra mest till midsommar, därefter till påsk och så till jul. Dragshowartisten Christer Lindarw brukar till gemensamma midsommarfiranden bidra med sin egen silltårta.